# Leptochilus erubescens
Leptochilus erubescens är en stekelart som först beskrevs av Richard Mitchell Bohart 1940.  Leptochilus erubescens ingår i släktet Leptochilus och familjen Eumenidae. Inga underarter finns listade i Catalogue of Life.